# The Taste of Ink
«The Taste of Ink» (El Sabor a Tinta) es el segundo sencillo de The Used. El vídeo fue lanzado en 2002 y el sencillo fue lanzado el 11 de marzo de 2003. En la versión Demo las líricas diferencian perceptiblemente. El vídeo muestra que el gusto de la tinta es el resultado de morder abajo de una pluma. El video fue dirigido por The Malloys.

## Listado de canciones
Todas compuestas por The Used menos Alone this Holiday por John Feldmann y The Used
1. The Taste of Ink
2. Just a Little
3. Alone this Holiday
4. The Taste of Ink (Video)

## Listado de canciones (Edición 7")
Lado A
1. The Taste of Ink

Lado B
1. Just a Little

- Datos: Q7768148